# Okidoki Arkitekter
Okidoki är ett arkitektkontor i Göteborg och Stockholm. Huvudkontoret ligger i Korsettfabriken vid Skanstorget i Göteborg.
Fredrik Hansson och Rickard Stark grundade Okidoki år 2006. Till en början hälftenägdes företaget av Serneke och man samarbetade kring en del projekt. I början av 2013 köptes Serneke ut av Hansson och Stark. Under en period trädde vd Maja Ivarsson in som delägare jämte Hanson och Stark. Ivarsson lämnade år 2020 och efterträddes av Janica Wiklander.

## Projekt och priser
- Boutställningen Vallastaden 2017. Okidoki Arkitekter vann 2012 tävlingen om hur utställningen skulle utformas med förslaget "Tegar".[5] Okidokis förslag baserades på den traditionella oskiftade byns indelning av jordbruksmarken i tegar.[6][7] Förslaget tilldelades även Sweden Green Building Award år 2013.[8]
- Göteborgs Nya Arena, senare Prioritet Serneke Arena.[3] Byggstart 2012.
- Inredning för restaurangen SK Mat & Människor. Belönades med Guldstolen 2014.[9]
- Nya färgsättning för fasader runt Vårväderstorget i Göteborg, färdigställt 2014.[10]
- Bostäder i Fjällbo Park, Göteborg.
- Restaurangen Tavolo i Artilleristallarna, Göteborg.[1]
- Ramselyckan, Öjersjö. Byggstart 2022.[11]
- Ett hjärta rött i Kvarteret Ciselören, Eksjö, som ersättning för ett nedbrunnet trähus.[12] Belönades med Rödfärgspriset 2020.[13]
- Bostadshus på Skeppsgossegatan  i Göteborg.[1]
- Lynghusen i Harplinge. Vann opinionsgruppen Arkitekturupprorets pris för Sveriges vackraste nybygge 2021.
- Kaparen (Pizza Moreno m.fl.), Göteborg. Belönades med Plåtpriset 2023.[14]